# كنجه
كنجه  (بالأذرية:Gəncə) أو غنجة أو غانجا، ثالث مدن آذربيجان سكاناً بعد العاصمة (باكو) و (سومقايت) ، بلغ عدد سكانها 313.000 الف نسمة سنة 2009. وفي تعداد 2018 وصل إلى 332.600 نسمة.
وتتميز بتراثها الثقافي والطبيعي والتاريخي الغني الذي يعود إلى سنة 494 قبل الميلاد، ويقصدها السياح من كل حدب وصوب. وتتضمن مناطق الجذب السياحي الأكثر شهرة في غنجه حقول الكروم الجميلة والغابات الرائعة والأنهار الصافية والبحيرات الرقراقة والجبال المدهشة، وتشتهر أيضاً بالعديد من الينابيع المعدنية وزيت نفتالان الطبي الفريد.
ووفقا للمصادر العربية في العصور الوسطى، تأسست مدينة جانجا في 859-860 م علي يد محمد بن خالد بن يزيد بن المزيد، حاكم العرب في المنطقة في عهد الخليفة المتوكل، وأُسست بسبب كنز أُكتشف هناك. وفقا للأسطورة، الحاكم العربي رأى رؤية حيث أن هناك صوت قال له أن كان هنالك كنز مخبّأ تحت أحد التلال الثلاث حول أنحاء المنطقة حيث يعسكر. وأمره الصوت له أن يكشف عن ذلك الكنز ويستخدم المال لتأسيس المدينة. وقد فعل ذلك وأٌبلغ الخليفة عن المال والمدينة. جعل الخليفة المتوكل محمد حاكم وراثي في المدينة على شرط أن يعطي المال الذي وجده للخليفة. وقد اقتحمتها القوات الروسية أثناء الحرب الروسية الفارسية في القرن الثامن عشر الميلادي.

## أصل التسمية
تشير المصادر الإسلامية في العصور الوسطى إلى أن باني المدينة كان حاكم عربي مسلم (محمد بن خالد بن يزيد بن المزيد)، ويعتقد المؤرخون الحديثون أن حقيقة أن اسم كنجة مشتق من اللغة الفارسية الجديدة جانج («الكنز») وفي اللغة العربية تم تسجيل الاسم كما يشير جانزا (في اللغة البهلوية الجانزا) إلى أن المدينة كانت موجودة في عصور ما قبل الإسلام ومن المحتمل أن تكون قد تأسست في القرن الخامس. وبحسب بعض المصادر، فقد تم تداولها بين الفرس والخزار والعرب حتى القرن السابع. كانت المنطقة التي تقع فيها كنجة معروفة باسم أران من القرن التاسع إلى القرن الثاني عشر؛ تحدث سكانها الحضريون بشكل رئيسي باللغة الفارسية.

## التاريخ
وفقًا لمصادر عربية في العصور الوسطى، تأسست مدينة كنجة في عام 859-60 على يد محمد بن خالد بن يزيد بن مزيد، الحاكم العربي للمنطقة في عهد الخليفة المتوكل، وما يسمى بكنز تم اكتشافه هناك. وفقًا للأسطورة، كان الحاكم العربي يحلم حيث أخبره صوت أن هناك كنزًا مخبأًا تحت أحد التلال الثلاثة حول المنطقة التي خيم فيها. قال له الصوت أن يكتشفها ويستخدم المال لتأسيس مدينة. فعل ذلك وأبلغ الخليفة بالمال والمدينة. جعل الخليفة محمد حاكما وراثيا للمدينة بشرط أن يعطي المال الذي وجده للخليفة.
أكد المؤرخ الأرمني في العصور الوسطى موفسيس كاغان كتفاتسي تأسيس المدينة من قبل العرب، الذي يذكر أن مدينة كنجة تأسست في 846-477 في كانتون أرشكاشن على يد ابن خزر باتغوس، «رجل غاضب لا يرحم».
تاريخياً كانت المدينة مهمة في جنوب القوقاز، وكانت كنجة جزءًا من الإمبراطورية الساسانية، الإمبراطورية السلجوقية الكبرى، مملكة جورجيا، الأتابكة الأذربيجانية، الإمبراطورية الخوارزمية، الخانات، التيموريون، قره قويونلو، آق قويونلو، الصفويين، الأفشارية، إمبراطوريتا زند وقاجارفي بلاد فارس / إيران. قبل حكم زنذ وقاجار الإيراني، وبعد وفاة نادر شاه، كانت تُحكم محليًا لبضعة عقود من قبل خانات / دوقات كنجة، الذين كانوا هم أنفسهم تابعين للحكم المركزي في البر الرئيسي لإيران وكانوا فرعًا من عائلة قاجار الإيرانية. كنجة هي أيضا مسقط رأس الشاعر الشهير نظامي كنجوي.
شهد سكان كنجة تدهوراً ثقافياً مؤقتاً بعد زلزال عام 1139، عندما استولى على المدينة الملك ديمتريوس الأول ملك جورجيا وأخذت أبوابها بمثابة تذكارات لا تزال محفوظة في جورجيا، ومرة أخرى بعد الغزو المغولي عام 1231. المدينة أُعيد إحياؤه بعد وصول الصفويين إلى السلطة عام 1501، ودمج كل أذربيجان وما وراءها في أراضيهم. فتحها العثمانيين لفترة وجيزة بين 1578-1606 و 1723-1735 خلال الحروب العثمانية الفارسية المطولة، لكنها مع ذلك بقيت تحت السيادة الإيرانية المتقطعة من أوائل القرن السادس عشر حتى القرن التاسع عشر، إلى أن تنازلت عنها بالقوة الإمبراطورية الروسية المجاورة.
لفترة قصيرة، أعاد الشاه عباس تسمية كنجة باسم عباس آباد بعد الحرب ضد العثمانيين. وقام ببناء مدينة جديدة على بعد 8 كيلومترات (5 أميال) إلى الجنوب الغربي من المدينة القديمة، لكن الاسم تغيّر مرة أخرى إلى جانجا خلال ذلك الوقت. خلال الحكم الصفوي، كانت عاصمة مقاطعة كاراباخ. وفي عام 1747، أصبحت كنجة مركزًا لمدينة جانجا خانات لبضعة عقود بعد وفاة نادر شاه، حتى ظهور سلالتي زند وقاجار الإيرانية. الخانات / الدوقات الذين حكموا الخانات بحكم الأمر الواقع، كانوا تابعين للحكم المركزي في البر الرئيسي لإيران وكانوا من فرع من عائلة قاجار الإيرانية.
منذ أواخر القرن الثامن عشر، بدأت روسيا بنشاطها في زيادة تغلغلها في الأراضي الإيرانية والتركية في الجنوب. بعد ضم شرق جورجيا عام 1801، كانت روسيا حريصة على احتلال بقية الممتلكات الإيرانية في القوقاز. واجه التوسع الروسي في جنوب القوقاز معارضة قوية بشكل خاص في كنجه. في عام 1804، قام الروس، بقيادة الجنرال بافيل تسيتيانوف، بغزو كنجه ونهبها، مما أدى إلى اندلاع الحرب الروسية الفارسية في 1804-1813. وتؤكد بعض المصادر الغربية أن «الاستيلاء على المدينة أعقبه مذبحة قتل فيها الروس 3000 من سكان كنجة». كما زعموا أن «500 منهم ذبحوا في مسجد لجأوا إليه، بعد أن أبلغ أحد الأرمن الجنود الروس أنه ربما كان بينهم لصوص داغستانيون».
متفوقًا عسكريًا، أنهى الروس الحرب الروسية الفارسية في 1804-1813 بالنصر. بموجب معاهدة كلستان التي تلت ذلك، اضطرت إيران للتنازل عن كنجه وخانات لروسيا. تمكّن الإيرانيون لفترة وجيزة من طرد الروس من كنجة خلال هجوم 1826 أثناء الحرب الروسية الفارسية 1826-1828 ، لكن معاهدة تركمانجاي الناتجة جعلت ضمها إلى الإمبراطورية الروسية أمرًا مؤكدًا. تم تغيير اسمها إلى إليزابيثبول (الروسية: илизаветполь) نسبة إلى زوجة الإسكندر الأول من روسيا. لم يقبل الأذربيجانيون الاسم الروسي الذين استمروا في تسمية مدينة كنجة.
في عام 1918م، أصبحت كنجة العاصمة المؤقتة لجمهورية أذربيجان الديمقراطية، وفي ذلك الوقت تم تغيير اسمها مرة أخرى إلى جانجا، إلى أن تمت استعادة باكو من ديكتاتورية وسط قزوين المدعومة من بريطانيا. في أبريل 1920، احتل الجيش الأحمر أذربيجان. في مايو 1920، كانت غانجا مسرحًا لتمرد فاشل ضد السوفييت، حيث تضررت المدينة بشدة بسبب القتال بين المتمردين والجيش الأحمر. في عام 1935، أعاد جوزيف ستالين تسمية المدينة إلى كيروفاباد بعد سيرجي كيروف. في عام 1991، أعادت أذربيجان استقلالها، وأعيد الاسم القديم للمدينة. لسنوات عديدة، كان مقر الفرقة 104 المحمولة جواً التابعة للقوات السوفيتية المحمولة جواً في المدينة.
في عام 2020م، خلال نزاع ناغورني كاراباخ تعرضت مدينة كنجة للقصف عدة مرات. ونفت وزارة الدفاع الأرمينية أن يكون هذا قد جاء من أراضيها، في حين ذكرت آرتساخ أن القوات الأرمينية استهدفت ودمرت قاعدة كنجه الجوية العسكرية في مطار كنجه الدولي، والتي يُزعم أنها استخدمت لقصف عاصمة أرتساخ ستيباناغيرد. في 11 أكتوبر / تشرين الأول، دُمِّر مبنى سكني في مدينة كنجة الأذربيجانية ليلاً فيما ادعى مسؤولون أنها ضربة صاروخية أرمينية. أعلنت السلطات المحلية في 12 أكتوبر / تشرين الأول أن عدد القتلى وصل إلى 10 أشخاص. في 17 أكتوبر / تشرين الأول، اتصلت أذربيجان بالجيش الأرميني عبر تويتر لإصابة المدنيين بصاروخ باليستي في مدينة كنجه. وبعد دقائق من الحادث أُعلن عن سقوط 5 قتلى بينهم طفلان وانهيار أكثر من 20 منزلاً.

## جغرافيا

### الموقع
تقع مدينة كنجه على ارتفاع 400-450 مترًا (1312 إلى 1476 قدمًا) فوق مستوى سطح البحر، وتقع في سهل جانجا-غازاخ في الأراضي المنخفضة كور أراز في غرب أذربيجان، على بعد 375 كيلومترًا (33 ميلًا) من باكو. وتقع على سفوح التلال الشمالية الشرقية لسلاسل جبال القوقاز الصغرى على نهر جانجاشي.

### المناخ
يظهر الجدول التالي التغييرات المناخية على مدار السنة لكنجه:
| البيانات المناخية لـكنجه                             | البيانات المناخية لـكنجه | البيانات المناخية لـكنجه | البيانات المناخية لـكنجه | البيانات المناخية لـكنجه | البيانات المناخية لـكنجه | البيانات المناخية لـكنجه | البيانات المناخية لـكنجه | البيانات المناخية لـكنجه | البيانات المناخية لـكنجه | البيانات المناخية لـكنجه | البيانات المناخية لـكنجه | البيانات المناخية لـكنجه | البيانات المناخية لـكنجه |
| الشهر                                                | يناير                    | فبراير                   | مارس                     | أبريل                    | مايو                     | يونيو                    | يوليو                    | أغسطس                    | سبتمبر                   | أكتوبر                   | نوفمبر                   | ديسمبر                   | المعدل السنوي            |
| ---------------------------------------------------- | ------------------------ | ------------------------ | ------------------------ | ------------------------ | ------------------------ | ------------------------ | ------------------------ | ------------------------ | ------------------------ | ------------------------ | ------------------------ | ------------------------ | ------------------------ |
| الدرجة القصوى °م (°ف)                                | 22.8 (73.0)              | 25.0 (77.0)              | 28.0 (82.4)              | 35.6 (96.1)              | 39.5 (103.1)             | 39.2 (102.6)             | 42.0 (107.6)             | 41.7 (107.1)             | 38.8 (101.8)             | 33.4 (92.1)              | 28.0 (82.4)              | 23.3 (73.9)              | 42.0 (107.6)             |
| متوسط درجة الحرارة الكبرى °م (°ف)                    | 7.0 (44.6)               | 8.2 (46.8)               | 12.7 (54.9)              | 18.7 (65.7)              | 23.4 (74.1)              | 28.7 (83.7)              | 31.6 (88.9)              | 31.1 (88.0)              | 26.3 (79.3)              | 19.5 (67.1)              | 12.9 (55.2)              | 8.4 (47.1)               | 19.0 (66.2)              |
| المتوسط اليومي °م (°ف)                               | 3.2 (37.8)               | 3.9 (39.0)               | 7.8 (46.0)               | 13.4 (56.1)              | 18.1 (64.6)              | 23.2 (73.8)              | 26.2 (79.2)              | 25.6 (78.1)              | 21.1 (70.0)              | 15.0 (59.0)              | 8.9 (48.0)               | 4.7 (40.5)               | 14.3 (57.7)              |
| متوسط درجة الحرارة الصغرى °م (°ف)                    | 0.5 (32.9)               | 1.0 (33.8)               | 4.3 (39.7)               | 9.4 (48.9)               | 13.8 (56.8)              | 18.6 (65.5)              | 21.4 (70.5)              | 21.0 (69.8)              | 16.8 (62.2)              | 11.6 (52.9)              | 6.2 (43.2)               | 2.1 (35.8)               | 10.6 (51.1)              |
| أدنى درجة حرارة °م (°ف)                              | −17.8 (0.0)              | −15.2 (4.6)              | −12.0 (10.4)             | −4.4 (24.1)              | 1.5 (34.7)               | 5.8 (42.4)               | 10.1 (50.2)              | 10.5 (50.9)              | 2.8 (37.0)               | −1.3 (29.7)              | −7.9 (17.8)              | −13.0 (8.6)              | −17.8 (0.0)              |
| الهطول مم (إنش)                                      | 8 (0.3)                  | 12 (0.5)                 | 24 (0.9)                 | 31 (1.2)                 | 40 (1.6)                 | 32 (1.3)                 | 17 (0.7)                 | 15 (0.6)                 | 15 (0.6)                 | 24 (0.9)                 | 16 (0.6)                 | 7 (0.3)                  | 241 (9.5)                |
| متوسط أيام هطول الأمطار (≥ 0.1 mm)                   | 7.0                      | 7.0                      | 8.0                      | 8.2                      | 9.0                      | 7.0                      | 4.0                      | 3.0                      | 4.0                      | 6.3                      | 6.5                      | 6.0                      | 76.0                     |
| متوسط الأيام الممطرة                                 | 3                        | 4                        | 6                        | 8                        | 9                        | 6                        | 4                        | 3                        | 4                        | 6                        | 6                        | 4                        | 63                       |
| متوسط الأيام المثلجة                                 | 3                        | 5                        | 2                        | 0.2                      | 0                        | 0                        | 0                        | 0                        | 0                        | 0.4                      | 1                        | 2                        | 14                       |
| متوسط الرطوبة النسبية (%)                            | 71                       | 71                       | 68                       | 70                       | 68                       | 61                       | 59                       | 61                       | 65                       | 74                       | 76                       | 74                       | 68                       |
| ساعات سطوع الشمس الشهرية                             | 120                      | 113                      | 141                      | 182                      | 229                      | 267                      | 278                      | 252                      | 212                      | 168                      | 123                      | 115                      | 2٬200                    |
| المصدر #1: الأرصاد الجوية الألمانية (sun, 1961–1990) |                          |                          |                          |                          |                          |                          |                          |                          |                          |                          |                          |                          |                          |
| المصدر #2: Pogoda.ru.net                             |                          |                          |                          |                          |                          |                          |                          |                          |                          |                          |                          |                          |                          |

## تركيبة السكانية

### السكان
كنجه هي ثالث أكبر مدينة في أذربيجان بعد باكو وسومقايت ويبلغ عدد سكانها 332600 نسمة. بأغالبية ساحقة من الأذريين (99.5%) وبنسبة قليلة من الروس والأرمن وغيرهم، كما يسكن المدينة أيضًا عدد كبير من الأذربيجانيين المهاجرين من أرمينيا ومن المجتمع الأذربيجاني في ناغورني كاراباخ والمناطق المحيطة بها. قدر عددهم بـ 33000 في عام 2011.
يبلغ عدد سكان ليزجينيّون في كنجة حوالي 20000.
| السنة | الحجم  |
| ----- | ------ |
| 1892  | 25758  |
| 1897  | 33625  |
| 1909  | 57731  |
| 1921  | 42602  |
| 1923  | 38880  |
| 2020  | 335600 |

### الدين

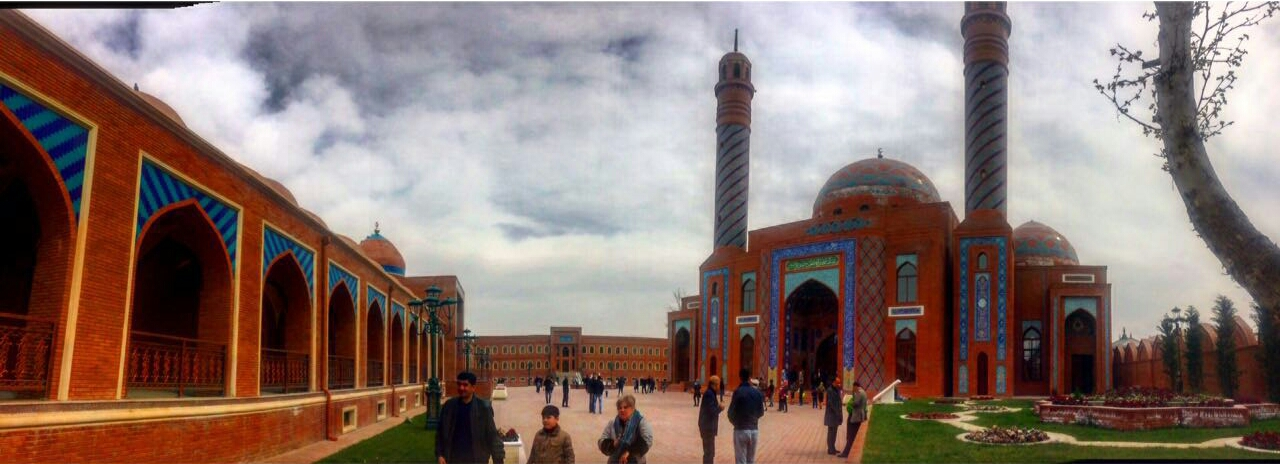
جامع إمام زاده في كنجة

يعتبر الإسلام هو الدين الأكبر مُجتمعياَ، وغالبية المسلمين من الشيعة، كما أن جمهورية أذربيجان لديها ثاني أعلى نسبة شيعة في العالم بعد إيران. تشمل المساجد البارزة في المدينة مسجد شاه عباس ومسجد إمام جوي ومسجد شاه سفنلر ومسجد قريخلي ومسجد قزخلار.
تتشكل المناظر الطبيعية الحضرية في كنجة من قبل العديد من المجتمعات. ومع ذلك، فقد انخفض التنوع الديني بشكل كبير خلال العقود الماضية، مع هجرة معظم الأرمن والسلاف واليهود والألمان. هناك بعض الديانات الأخرى التي تمارس بين المجموعات العرقية المختلفة داخل البلاد. تشمل أماكن العبادة الدينية الأخرى كنيسة ألكسندر نيفسكي والكنيسة اللوثرية الألمانية وكنيسة القديس يوحنا وكنيسة القديس سركيس.
وفقًا للجنة الدولة للإحصاء، اعتبارًا من عام 2018، سجل عدد سكان المدينة 332600 شخص، والتي زادت بمقدار 31900 شخص (حوالي 10.6 في المائة) من 300.700 شخص في عام 2000. 162.300 من إجمالي السكان هم من الرجال، و 170300 من النساء. أكثر من 26 في المائة من السكان (حوالي 86500 شخص) يتكونون من الشباب والمراهقين الذين تتراوح أعمارهم بين 14 و 29 عامًا.

## الاقتصاد
يعتمد اقتصاد كنجة جزئياً على الزراعو والسياحة، مع تشغيل بعض الصناعات المعدنية التي تعمل على إنتاج مواد الخام المستخرجة من المناجم، والتي تنتج النحاس والألومينا. كما هناك صناعات الخزف والحرير والأحذية. وتقوم صناعات أخرى بمعالجة الأغذية والعنب والقطن من الأراضي الزراعية المحيطة.
المدينة لديها واحدة من أكبر تكتلات النسيج في أذربيجان وتشتهر بنسيج يسمى حرير كنجة، والذي حصل على أعلى العلامات في أسواق البلدان المجاورة والشرق الأوسط .
يعمل الناس بشكل رئيسي في التصنيع والتعليم والنقل وقطاعات الخدمات والمطاعم. «ديت للالومنيوم Det. Al-Al-Aluminium» هي أكبر جهة توظيف تعمل في كنجة، يليها مصنع كنجة للسيارات ومصنع كنجه للنبيذ.

### السياحة

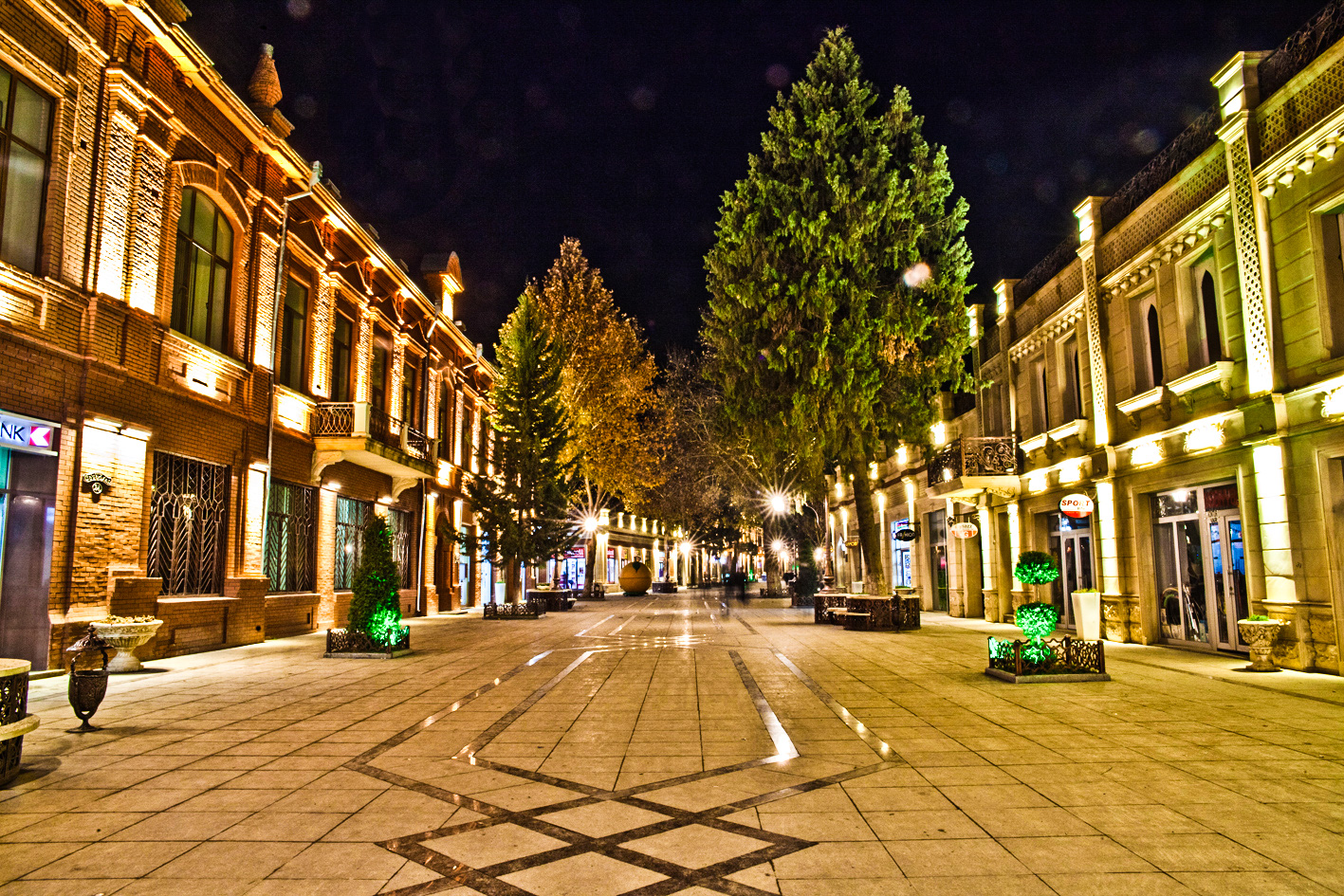
شارع جواد خان في كنجة

تخلق المحلات التجارية التقليدية والمحلات التجارية ومراكز التسوق الحديثة مزيجًا من فرص التسوق في كنجة. شارع جواد خان (نسبةً إلى جواد خان) هو شارع التسوق التقليدي الذي يقع في البلدة القديمة. تم إنشاء مركز كنجة التجاري بين عامي 2014 و 2017، ويعتبر أكبر مركز تسوق في المدينة. تشمل مراكز التسوق الأخرى خسما بارك وتاجيف مول واورا بارك.
كنجة هي واحدة من الوجهات السياحية الشهيرة في أذربيجان بمبانيها التاريخية مثل ضريح نظامي والبوابات القديمة ومسجد جمعة وإمام زاده وضريح جواد خان وحمام تشوكاك وخان شاه عباس وخان خليج أوغورلو.
تشمل المواقع السياحية والترفيهية الأخرى شارع جواد خان وقوس النصر بالقرب من مركز حيدر علييف (حيدر علييف) وبيت الزجاجة وساحة العلم ومنطقة منتجع هاجيكيند. تقع حديقة جويجول الوطنية بالقرب من كنجة مع مناظر بحيرة جويجول وبحيرة مرالجول وجبل كاباز وجبل موروف.
في عام 2016، تم اختيار كنجة كعاصمة الشباب الأوروبية بموجب القرار النهائي للجنة التحكيم الدولية في الجمعية العامة لمنتدى الشباب الأوروبي. أصبحت كنجة أول مدينة تفوز بلقب عاصمة الشباب الأوروبية بين دول الكومنولث المستقلة (CIS) والمدن خارج الاتحاد الأوروبي. كان حدثًا بميزانية قدرها 5.7 مليون يورو، من المتوقع أن يعزز السياحة بنحو الخمس.

## الثقافة

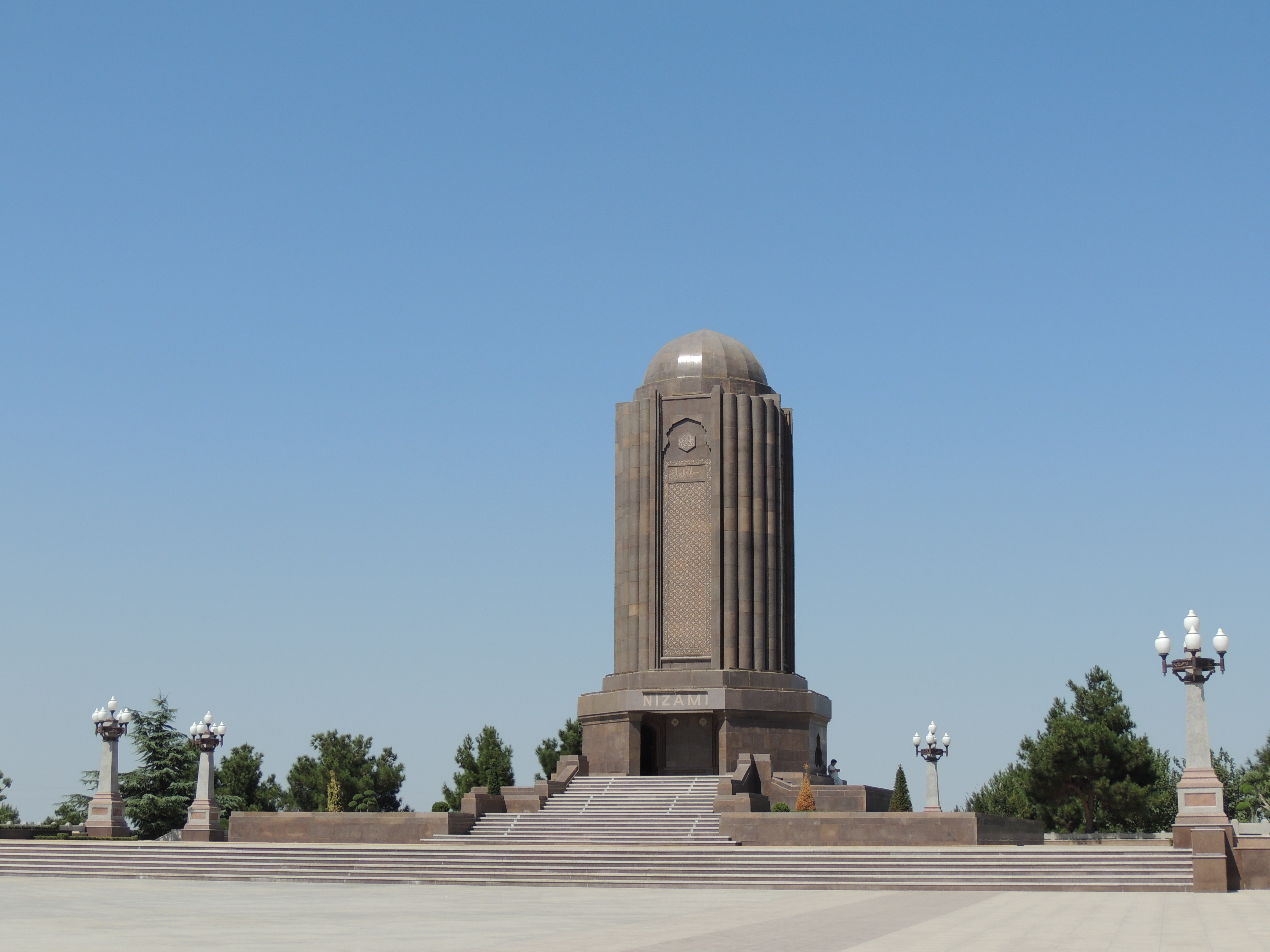
ضريح نظامي كنجافي في كنجة

تأسست أوركسترا كنجة الحكومية في أغسطس 1990 بموجب قرار وزارة الثقافة في جمهورية أذربيجان الاشتراكية السوفياتية. في 21 كانون الثاني (يناير) 2012، أرسى الرئيس إلهام علييف أسس أوركسترا كنجة الحكومية. يضم المرفق 1200 قاعة للحفلات الموسيقية ومسرحًا للسينما في الهواء الطلق ومعرضًا للرسم ومركزًا حضريًا وبرج مراقبة.

### العمارة
تشتهر مدينة كنجة في المقام الأول بالهندسة المعمارية الأذربيجانية والإسلامية، وتعكس ومبانيها مختلف الشعوب والإمبراطوريات التي حكمت المدينة سابقًا. خلال فترة كنجه خانات، شرع الخانات في ترك انطباع لا يمحى على أفق المدينة، ببناء المساجد الشاهقة والمنازل من الطوب الأحمر.

من بين أقدم الأمثلة الباقية على العمارة الإسلامية في كنجة ضريح نظامي وخان شاه عباس، اللذان ساعدا الشاه خلال حصارهم للمدينة. تحتوي المنطقة المحيطة بالمساجد وداخلها على العديد من الأمثلة الرائعة للهندسة المعمارية التقليدية مثل حمام تشكوك.

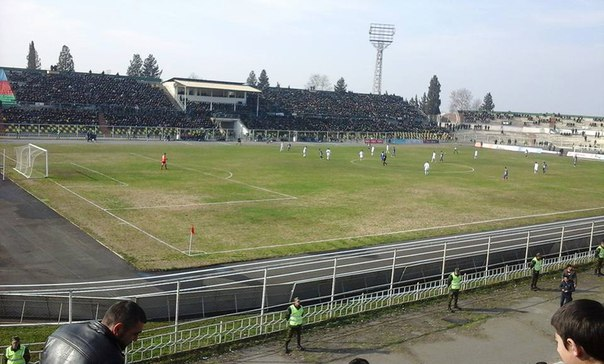
ملعب مدينة كنجه

### الرياضة
يوجد في المدينة فريق كرة قدم محترف واحد، نادي كاباز، يتنافس حاليًا في الدرجة الثانية لكرة القدم الأذربيجانية، في الدوري الأول لأذربيجان، فاز النادي بثلاثة ألقاب في الدوري الأذربيجاني وأربعة ألقاب في الكأس.
يوجد مجمع رياضي أولمبي يضم مبنيين (تم تشغيلهما في 2002 و 2006 على التوالي)، وملعب مدينة كنجه بسعة 27000  تم استخدامه في عام 1964 ومنشآت رياضية أخرى في كنجة. في سبتمبر 2017، تم تنظيم ماراثون كنجه 2017، بمشاركة 11000 شخص من مختلف مناطق أذربيجان، بالإضافة إلى الأجانب تحت شعار «كن معنا في الماراثون». بدأ السباق من قوس النصر وانتهى في مجمع حيدر علييف بارك الذي يغطي مسافة 17 كيلومترًا.

## التعليم
تم افتتاح أول مدرسة في أذربيجان تهدف إلى التدريب المهني لمعلمي المدارس في كنجه في عام 1914 والتي اتحدت مع مدرسة البنات في عام 1927 وأعيد تسميتها باسم مدرسة كنجه التربوية الفنية (أذربيجان: Gəncə Pedoqoji Texnikumu).
كنجه هي موطن لأربعة معاهد رئيسية للتعليم ما بعد الثانوي. تأسست جامعة ولاية كنجه باسم معهد كنجه للمعلمين في عام 1939. وفي عام 2000، أعاد رئيس أذربيجان تسمية المعهد إلى جامعة ولاية كنجه . تضم الجامعة 8 أقسام هيئة تدريس و 10 مكاتب. تضم المدينة أيضًا الأكاديمية الزراعية الحكومية الأذربيجانية وجامعة أذربيجان للتكنولوجيا والفرع المحلي لمعهد المعلمين الأذربيجانيين.
هناك أيضًا مدارس تقدم تعليمًا ثانويًا متخصصًا مثل كلية كنجه للموسيقى وكلية كنجه للطب وكلية كنجه الحكومية الإقليمية (التي تم إنشاؤها من خلال الجمع بين كلية كنجه الإنسانية وكلية كنجه التقنية في 2010)  وهناك ما مجموعه 7 مدارس تقدم التعليم المهني في كنجة، وتقع في 3 مدارس مهنية ومدرسة مهنية في كاباز رايون، مدرسة ثانوية مهنية ومدرستين مهنيتين في نظامي رايون.

## توأمة
لكنجه اتفاقيات توأمة مع كل من:
- موسكو
- قونية
- أردو
- قارص
- نيوآرك
- روستاوي
- دوشنبه
- كوتايسي
- غوميل (21 نوفمبر 2013 -)
- دربند

## أعلام
نظرًا لفترات ازدهارها المتقطعة، فضلاً عن كونها واحدة من أكبر المدن في أذربيجان وواحدة من أكثر المدن تنوعًا عرقيًا وثقافيًا في القوقاز، تفتخر مدينة كنجه بأنها أنتجت عددًا غير متناسب من الشخصيات البارزة في العلوم والفنون ومجالات أخرى. تعرض بعض المنازل التي أقاموا فيها لوحات تذكارية. من بين العديد من السكان المرموقين: الشاعر نظامي كنجوي، والعالم فير الدين باباييف، والبطل الأولمبي توغرول أسجاروف، وحاكم كنجه خانات جواد خان، والشعراء ميرزا شافي فازه، ومحساتي كنجوي، ونيغار رافبيلي، والكاتب ابن خسروف الأستاذ، والملحن فكرات أمير الأستاذ. المؤرخ فريد الاكبارلي ورئيس وزراء أذربيجان أرتور راسيزاد. ومنهم:
- نسيب باي يوسيفبايلي
- مهستي الكنجوية
- أبو الأسوار شاوور بن فضل
- نظامي الكنجوي
- فكرت عميروف
- جواد خان
- نيجار رفيبيلي